# Bleib wach
Bleib wach ist ein auch als Single veröffentlichtes Lied von Fler und Silla aus dem Album Südberlin Maskulin II. Die Single wurde am 24. Februar 2012 veröffentlicht. Auf der B-Seite der Single ist der Song Pitbull mit Tsunami, Sohn des Rappers Harris vorhanden.

## Produktion
Die Single wurde von Beatzarre und Djorkaeff produziert. Der Bonussong Pitbull wurde dagegen von DJ Ilan produziert.

## Titelliste
| # | Titel                     | Gastmusiker | Produzent               | Länge |
| - | ------------------------- | ----------- | ----------------------- | ----- |
| 1 | Bleib wach                |             | Beatzarre und Djorkaeff | 3:19  |
| 2 | Bleib wach (instrumental) |             | Beatzarre und Djorkaeff | 3:19  |
| 3 | Pitbull                   | Tsunami     | DJ Ilan                 | 3:38  |
| 4 | Pitbull (instrumental)    |             | DJ Ilan                 | 3:38  |

## Musikvideo
Am 6. Februar 2012 feierte das Video zum Song Pitbull auf YouTube Premiere. Es wurde von Shahocasado produziert. Im Musikvideo sieht man die Rapper Fler, Silla und Tsunami in Berlin. Meistens werden Szenen in einem Geschäft oder auf einem Bahnhof gezeigt. Es sind noch andere Rapper im Video zu sehen. Bis heute erreichte das Video knapp 2 Millionen Aufrufe.

## Chartplatzierungen
| ChartsChartplatzierungen | Höchstplatzierung | Wochen |
| ------------------------ | ----------------- | ------ |
| Deutschland (GfK)        | 79 (1 Wo.)        | 1      |